# Адам Драйвер
Адам Дуглас Драйвер (англ. Adam Douglas Driver; нар. 19 листопада 1983, Сан-Дієго, Каліфорнія, США) — американський актор, який здобув популярність завдяки своїй ролі в комедійному серіалі Ліни Данем «Дівчата», за яку в 2013 році він висувався на премію «Еммі» за найкращу чоловічу роль другого плану в комедійному телесеріалі. Володар кубку Вольпі за найкращу чоловічу роль Венеційського кінофестивалю (2014), двічі номінант на премію «Оскар» (2019, 2020).
Низкою критиків вважається одним із найталановитіших американських акторів сучасності. У 2022 році режисер Мартін Скорсезе визнав Драйвера «чи не найкращим актором його покоління». Вершиною акторської майстерності Драйвера неодноразово називалась його роль у драмі «Шлюбна історія» (2019).

## Біографія
Драйвер народився в Сан-Дієго, штат Каліфорнія, у сім'ї Ненсі Райт (Нідгем), помічника юриста, і Джо Дугласа Драйвера. Адам відвідував середню школу Mishawaka High School і закінчив її у 2001 році. Він брав участь у декількох шкільних постановках і був одним з найкращих у шкільному хорі. Навчався в Джульярдській школі, потім в Університеті Індіанаполіса. У 2010 році він дебютував на бродвейській сцені в постановці «Професія місіс Воррен», після чого почав свою кар'єру на телебаченні і в кіно.
З тих пір з'явився в кінофільмах «Дж. Едгар», «Лінкольн» і «Всередині Л'юіна Девіса», перш ніж отримати головну роль у майбутньому фільмі «Тут я тебе і залишу», нарівні з Конні Бріттон, Тіною Фей, Джейн Фондою і Джейсоном Бейтманом.
У вересні 2014 року здобув головний акторський приз Венеційського кінофестивалю, кубок Вольпі, за роботу в італійській драмі «Голодні серця».

## Фільмографія
| Рік       |    | Українська назва                    | Оригінальна назва                          | Роль                 |
| --------- | -- | ----------------------------------- | ------------------------------------------ | -------------------- |
| 2009      | с  | Незвичайний детектив                | The Unusuals                               | Вілл Сланскі         |
| 2010      | с  | Закон і порядок                     | Law & Order                                | Роббі Вікері         |
| 2010      | тф | Ви не знаєте Джека                  | You Don't Know Jack                        | Глен Стетсон         |
| 2010      | тф | Чудесні Меладіс                     | The Wonderful Maladys                      | Зед                  |
| 2010      | кф |                                     | Archangel                                  | чоловік              |
| 2010      | кф | Золота зірка, Огайо                 | Goldstar, Ohio                             | Джаред Рок           |
| 2011      | кф |                                     | I'm Coming Over                            | Еван                 |
| 2011      | ф  | Дж. Едгар                           | J. Edgar                                   | Волтер Лайл          |
| 2012      | с  | Закон і порядок: Спеціальний корпус | Law & Order: Special Victims Unit          | Джейсон Робертс      |
| 2012—2017 | с  | Дівчата                             | Girls                                      | Адам Саклер          |
| 2012      | ф  | Гейбі                               | Gayby                                      | Ніл                  |
| 2012      | ф  | Не махав, а тонув                   | Not Waving But Drowning                    | Адам                 |
| 2012      | ф  | Френсіс Ха                          | Frances Ha                                 | Лев                  |
| 2012      | ф  | Лінкольн                            | Lincoln                                    | Семюель Беквіт       |
| 2013      | кф | Річка                               | The River                                  | Джо                  |
| 2013      | ф  | Синій птах                          | Bluebird                                   | Волтер               |
| 2013      | ф  | Всередині Л'юіна Девіса             | Inside Llewyn Davis                        | Аль Коді             |
| 2013      | ф  | Стежки                              | Tracks                                     | Рік                  |
| 2013      | ф  | Дружба і ніякого сексу?             | The F Word                                 | Аллан                |
| 2014      | ф  | Голодні серця                       | Hungry Hearts                              | Джуд                 |
| 2014      | ф  | Поки ми молоді                      | While We're Young                          | Джеймі               |
| 2014      | ф  | Далі живіть самі                    | This Is Where I Leave You                  | Філліп Олтман        |
| 2015      | мс | Сімпсони                            | The Simpsons                               | Адам Саклер          |
| 2015      | ф  | Зоряні війни: Пробудження Сили      | Star Wars: Episode VII — The Force Awakens | Кайло Рен            |
| 2016      | ф  | Мовчання                            | Silence                                    | Франциско Гаруп      |
| 2016      | ф  | Спецвипуск опівночі                 | Midnight Special                           | Пол Сев'є            |
| 2016      | ф  | Патерсон                            | Paterson                                   | Патерсон             |
| 2017      | ф  | Удача Лохана                        | Logan Lucky                                | Клайд Логан          |
| 2017      | ф  | Історії сім'ї Мейровіц              | The Meyerowitz Stories                     | Ренді                |
| 2017      | ф  | Зоряні війни: Останні джедаї        | Star Wars: The Last Jedi                   | Кайло Рен            |
| 2018      | ф  | Чоловік, який вбив Дон Кіхота       | The Man Who Killed Don Quixote             | Тобі Грисоні         |
| 2018      | ф  | Чорний куклукскланівець             | BlacKkKlansman                             | Фліп                 |
| 2019      | ф  |                                     | The Report                                 | Деніел Дж. Джонс     |
| 2019      | ф  | Мертві не вмирають                  | The Dead Don't Die                         | Роланд Петерсон      |
| 2019      | ф  | Шлюбна історія                      | Marriage Story                             | Чарлі Барбер         |
| 2019      | ф  | Зоряні війни: Скайвокер. Сходження  | Star Wars: The Rise of Skywalker           | Кайло Рен (Бен Соло) |
| 2021      | ф  | Аннетт                              | Annette                                    | Герні                |
| 2021      | ф  | Остання дуель                       | The Last Duel                              | Жак ле Ґріс          |
| 2021      | ф  | Гуччі                               | House of Gucci                             | Мауріціо Гуччі       |
| 2022      | ф  | Білий шум                           | White Noise                                | професор Джек Гладні |
| 2023      | ф  | 65                                  | 65                                         | Міллс                |
| 2023      | ф  | Феррарі                             | Ferrari                                    | Енцо Феррарі         |
| 2024      | ф  | Мегалополіс                         | Megalopolis                                | Цезар Катіліна       |
|           | ф  | Батько, мати, сестра, брат          | Father, Mother, Sister, Brother            |                      |

## Нагороди та номінації
| Нагорода                               | Рік  | Категорія                                   | Робота                  | Результат |
| -------------------------------------- | ---- | ------------------------------------------- | ----------------------- | --------- |
| Оскар                                  | 2019 | Найкраща чоловіча роль другого плану        | Чорний куклукскланівець | Номінація |
| Оскар                                  | 2020 | Найкраща чоловіча роль                      | Шлюбна історія          | Номінація |
| BAFTA Film Awards                      | 2019 | Найкраща чоловіча роль другого плану        | Чорний куклукскланівець | Номінація |
| BAFTA Film Awards                      | 2020 | Найкраща чоловіча роль                      | Шлюбна історія          | Номінація |
| Золотий глобус                         | 2019 | Найкраща чоловіча роль другого плану        | Чорний куклукскланівець | Номінація |
| Золотий глобус                         | 2020 | Найкраща чоловіча роль — драма              | Шлюбна історія          | Номінація |
| Золотий глобус                         | 2023 | Найкраща чоловіча роль — комедія або мюзикл | Білий шум               | Номінація |
| Венеційський міжнародний кінофестиваль | 2014 | Кубок Вольпі за найкращу чоловічу роль      | Голодні серця           | Перемога  |